# HD 143361 b
HD 143361 b is een exoplaneet ongeveer 224 lichtjaar van het zonnestelsel in het sterrenbeeld Winkelhaak. De planeet draait om de G-klasse ster HD 143361. De planeet heeft een minimale massa van drie keer die van Jupiter, maar omdat de glooiingshoek van de planeet niet bekend is, is de precieze massa ook niet bekend. De planeet draait om de ster met een afstand van twee AE met een excentriciteit van 0,15. 